# 224 a.C.
Il 224 a.C. (CCXXIV a.C. in numeri romani) è un anno  del III secolo a.C.

## Morti
- Agiatide, regina spartana
- Aristomaco di Argo, politico e militare greco antico
- Megistonoo, politico e militare spartano